# Ulmi (Giurgiu)
Ulmi é uma comuna romena localizada no distrito de Giurgiu, na região de Muntênia. A comuna possui uma área de 43.00 km² e sua população era de 7515 habitantes segundo o censo de 2007.